# ثور ۲۱۷۶
سیارک ۲۱۷۶ (به انگلیسی: 2176 Donar، نامگذاری:2529P-L) دو هزار و صد و هفتاد و ششمین سیارک کشف شده‌است که در ۲۴ سپتامبر ۱۹۶۰ کشف شد.
قدر مطلق سیارک برابر ۱۲٫۳۰ است.